# Oltre le colline
Oltre le colline (După dealuri) è un film del 2012 diretto da Cristian Mungiu. La pellicola è stata presentata in concorso al Festival di Cannes 2012, dove ha vinto il Prix du scénario e il Prix d'interprétation féminine alle attrici Cosmina Stratan e Cristina Flutur.
Il film prende spunto da una vicenda realmente accaduta nel 2005 quando, nel convento della Santa Trinità di Tanaco, nella Romania orientale, una suora di nome Irina di 23 anni fu crocifissa e lasciata morire perché creduta posseduta dal demonio.

## Trama
Voichita e Alina, due giovani donne rumene, sono cresciute insieme in orfanotrofio fino alla maggiore età. Successivamente, la prima è stata accolta nel monastero locale mentre la seconda è stata affidata ad una famiglia adottiva, dalla quale si è allontanata per andare in Germania ove ha trovato lavoro. Ora Alina torna per portare via con sé anche l'amica, l'unica persona che abbia mai amato e da cui sia mai stata amata. Ma Voichita non vuole più lasciare la comunità religiosa della Chiesa Ortodossa che le offre riparo e quella sicurezza psicologica di cui sente, forte, il bisogno. Il rifiuto di Voichita di lasciare il convento porta Alina ad una profonda crisi psicologica che sfocia in collasso fisico e mentale e viene dapprima ricoverata nel reparto psichiatrico del vicino ospedale. Ricondotta al monastero dopo il superamento della prima crisi, pur di mantenere il contatto con l'amica Voichita, dona al monastero i suoi pochi averi conservati presso la famiglia di adozione. Non riuscendo comunque a riallacciare i rapporti con l'amica, in preda alla rabbia danneggia un'immagine sacra conservata nel monastero, successivamente appicca il fuoco alla tenda di una cella del monastero, in cui era stata rinchiusa contro la sua volontà, ma viene salvata ed immobilizzata.
Il prete e le sorelle, profondamente fermi nella loro fede religiosa, sono portati a pensare che la ragazza sia preda del demonio e cercano con le preghiere e riti religiosi di liberarla dal "maleficio" di cui credono sia vittima, la incatenano ad alcuni assi inchiodati a mo' di croce e la tengono prigioniera, per alcuni giorni. La ragazza, già fortemente debilitata dalla prima crisi, dai farmaci assunti in ospedale, da un principio di infezione polmonare, dalla mancanza di cibo e acqua di cui è deprivata, infine, muore dopo un breve momento di apparente lucidità e "guarigione dal male" e l'ammissione di Voichita di andare via con lei. Il prete ed alcune sorelle che parteciparono attivamente all'incatenazione della ragazza sono infine condotti dalla polizia al magistrato per un interrogatorio con l'accusa di rapimento e omicidio.

## Distribuzione
In Italia il film è stato distribuito nelle sale il 31 ottobre 2012 a cura della BiM Distribuzione.